# Bransfieldsundet

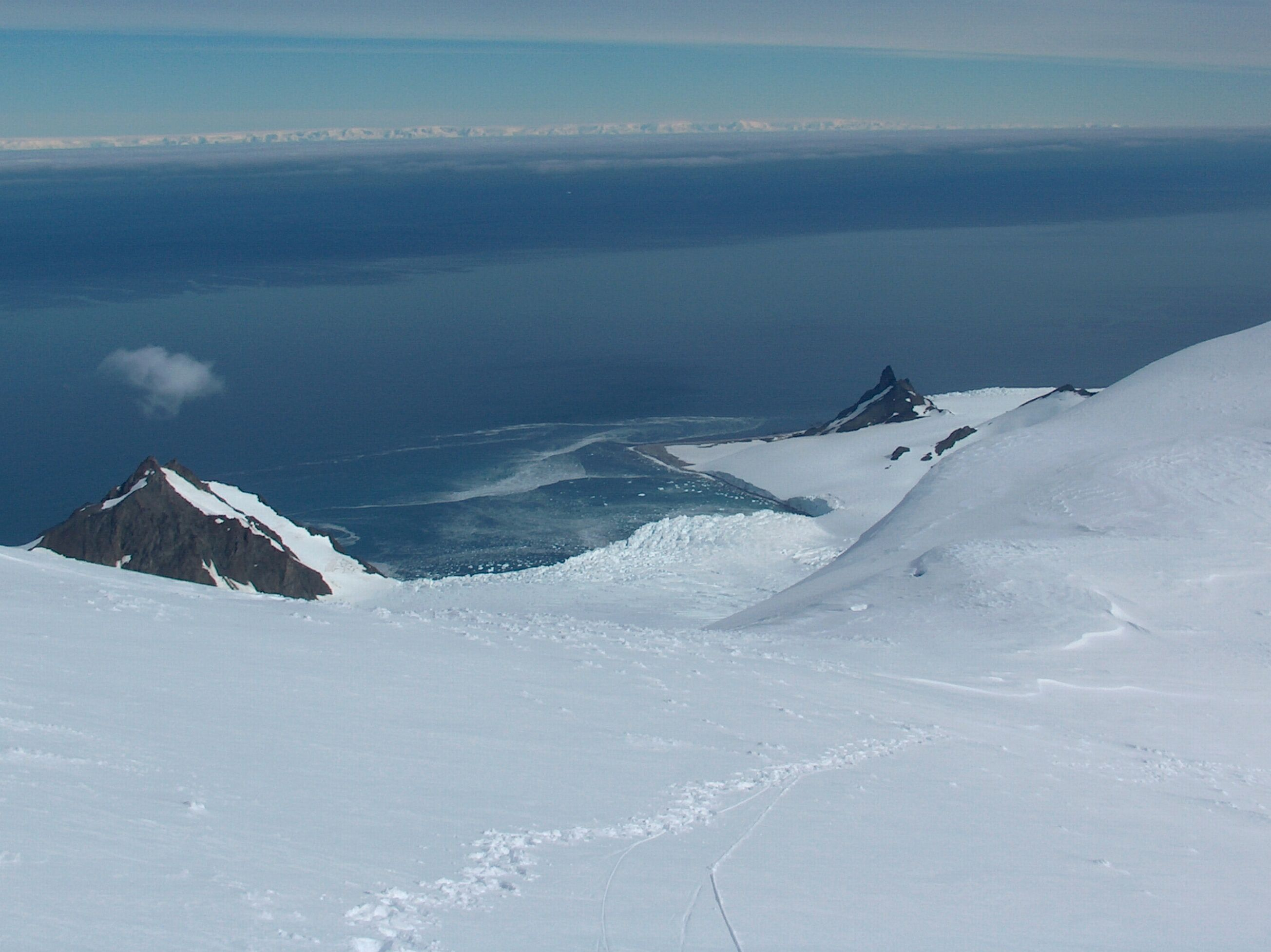
Sundet från Livingston Island.

Bransfieldsundet (engelska: Bransfield Strait) (63°S 59°V / 63°S 59°V) är ett sund cirka 100 km brett och som sträcker sig 300 km i en allmän nordost-sydvästlig riktning mellan Sydshetlandsöarna och Antarktiska halvön. Det namngavs cirka 1825 av James Weddell efter Edward Bransfield som kartlagt Sydshetlandsöarna 1820. Det kallas Mar de la Flota i Argentina.
Fördjupningen under vattnet i sundet kallas Bransfield Trough (61°30′S 54°0′V / 61.500°S 54.000°V). Avrinningsområdet är cirka 400 km långt och två km djupt mellan Sydshetlandsöarna och den Antarktiska halvön. Den bildades genom splittring bakom öarna, som började omkring fyra miljoner år sedan. Denna ständiga splittring har orsakat de senaste jordbävningarna och vulkanism längs Bransfieldsundet. Sundet huserar en undervattensbergskedja av vulkaniskt ursprung, i synnerhet det för tillfället inaktiva djuphavsberget Orca.
Den 23 november 2007 gick M/V Explorer på ett isberg och sjönk i Bransfieldsundet. Alla 154 passagerare räddades.